# Galatée (lune)
Pour les articles homonymes, voir Galatée.
Galatée est un satellite naturel de Neptune.

## Historique

### Découverte
L'objet a été découvert lors du passage de la sonde Voyager 2 en 1989 à proximité de Neptune.

### Dénomination
Temporairement désigné S/1989 N 4, son nom vient de Galatée, une néréide (nymphe marine) de la mythologie grecque.

## Caractéristiques physiques
Galatée est un petit corps céleste irrégulier de 158 km de longueur maximale et ne présente aucune activité géologique.

## Orbite
L'orbite de Galatée, située en deçà de l'orbite synchrone de Neptune, est instable et la lune spirale lentement vers sa planète sous l'effet des forces de marée exercées par celle-ci. Il devrait probablement finir par se briser en franchissant la limite de Roche, formant un nouvel anneau planétaire, ou s'écraser sur Neptune.
Galatée est en orbite le long de la bordure intérieure de l'anneau Adams, il fait office de satellite berger et maintient les particules de l'anneau dans un petit intervalle orbital en suivant une résonance orbitale de 42:43 où son influence gravitationnelle forme 42 perturbations radiales dont l'amplitude est d'environ 30 km. Cela a permis de calculer la masse de la lune.

## Annexe